# Dödsmärkt
För filmen från 1979, se Dödsmärkt (1979).
Dödsmärkt är en  amerikansk actionfilm från 1990 i regi av Dwight H. Little.

## Handling
John Hatcher (Seagal), har precis pensionerats från sitt jobb som drogbekämpande polis. Han återvänder till sin hemstad och blir snart varse att hans kvarter har infiltrerats av droghandlare. Han tar då beslutet att på egen hand rensa gatorna på knarklangare. Hans väg korsas då av den jamaicanska knarkbossen Screwface (Wallace) som bestämmer sig för att dödsmärka Hatcher och hans familj med hjälp av voodoo.

## Trivia
- Seagal studerade jamaicanska voodooritualer för att fördjupa sin karaktär och skapa sig en förståelse i ämnet.
- Filmen blev först totalförbjuden i Sverige, under de två första granskningarna. Den femte April 1991 godkändes den utan klipp.[1]

## Rollista (i urval)
- Steven Seagal - John Hatcher
- Basil Wallace - Screwface
- Keith David - Max
- Joanna Pacula - Leslie
- Tom Wright - Charles